# Rete autobus di Firenze
La rete autobus di Firenze è composta da 92 linee gestite da Autolinee Toscane.
Nel territorio del comune sono anche eserciti con autobus i collegamenti con altre città italiane, gestiti da Flixbus e altri operatori privati.

## Storia

### Il dominio tranviario
Un primo servizio di trasporto pubblico, composto principalmente da carrozze e omnibus scollegati fra di loro, risulta già consolidato con la proclamazione temporanea di Firenze come capitale del Regno d'Italia nel 1865. Risulta inoltre che il servizio sia stato gestito dalla ditta bolognese Fratelli Molinari.
Nel 1879 la gestione della neonata rete tranviaria, affidata alla Società Anonima Les Tramways Florentins (TF), passò alla Société Générale des Chemins de Fer Economiques (SE), che gestì dunque anche i servizi omnibus urbani. La TF, che operò per conto della SE, entrò in una grave crisi economica nei primi anni 1900, chiudendo il 1919 con una perdita di oltre 4 milioni di franchi. Tuttavia nel 1922 il Governo italiano estese alcune agevolazioni alle aziende operanti nel trasporto pubblico, che, unite ad una riduzione del personale e ad una riorganizzazione amministrativa, permisero all'azienda di scongiurare il fallimento.
L'espansione delle tranvie extraurbane portò la giunta comunale ad interrogarsi sull'operato dell'azienda, sancendo inizialmente la sostituzione delle linee tranviarie extraurbane con gli autobus. Vista l'impossibilità di operare nell'immediato questa sostituzione si decise di unificare le linee esistenti e di introdurre i primi autoservizi, stipulando una concessione decennale con l'azienda nel 1926.
Tra gli anni '20 e gli anni '30 la TF si trovò nuovamente sommersa dai debiti pertanto il comune, approfittando della vicina scadenza della concessione, si dichiarò disponibile ad acquistare l'intera rete tranviaria, anche se le trattative si arenarono in poco tempo. I debiti contratti verso altre società e i sempre più frequenti disagi portarono alla dichiarazione di fallimento dell'azienda il 27 settembre 1934.
Con il fallimento della TF il comune affidò il materiale e gli impianti alla società Gestione Tranviaria Fiorentina (GTF) che nel 1935 entrò a far parte del gruppo FIAT. La società ebbe il compito di presentare un piano per modificare l'assetto del sistema di trasporto pubblico. Nel 1937 la GTF presentò il piano di modifica che tuttavia ne comportò la sostituzione con un'altra azienda del gruppo FIAT, la Società Trasporti Urbani (STU). Il comune quindi stipulò una concessione ventennale con la STU il 21 ottobre 1942 con valore retroattivo a partire dal 1º gennaio 1940.

### Il declino del tram e del filobus
Lo sviluppo del servizio di trasporto pubblico fu bloccato dallo scoppio della seconda guerra mondiale, che danneggiò gravemente la rete tranviaria. Il 25 ottobre 1945 il consiglio comunale fiorentino istituì l'Azienda Tranviaria Automobilistica e Filoviaria (ATAF) che subentrò nella gestione delle linee filoviarie, tranviarie e autobus il 1º gennaio dell'anno successivo. La nascita dell'azienda fu dovuta all'intenzione di estromettere le società private, che fin dagli ultimi anni dell'800 avevano gestito il trasporto pubblico cittadino, in favore delle municipalizzate.
Nonostante il ripristino della rete tranviaria, completato nel 1951, gli impianti furono ritenuti eccessivamente obsoleti, perciò l'ATAF operò una sistematica sostituzione delle linee con autobus e filobus, operazione che si concluse il 20 gennaio 1958. Nel corso degli anni '60 iniziò invece il declino della rete filoviaria, accentuato dall'alluvione del 1966, che portò alla chiusura completa della rete nel 1973. Tali soppressioni comportarono un lieve cambiamento nel nome della municipalizzata che divenne prima Azienda Trasporti Automobilistici Filoviari, poi Azienda Trasporti Automobilistici Fiorentini e infine, nel 2000, Azienda Trasporti dell'Area Fiorentina.
Nel 1998 anche i privati si fanno nuovamente strada nel trasporto pubblico con la nascita di Li-nea che con 81 dipendenti e 57 autobus gestisce alcune autolinee sia a Firenze che in altri comuni vicini.

### Riordino del trasporto pubblico locale
Nel 2004 Li-nea trasferisce la sede da Firenze a Scandicci, mentre l'anno successivo partecipa con ATAF alla gara d'appalto, indetta dalla regione Toscana, per la gestione del servizio di trasporto pubblico locale dell'area metropolitana di Firenze tra il 2005 e il 2010. Vista l'intenzione di assegnare il servizio ad un unico operatore le due aziende danno vita ad una società consortile: ATAF e Li-nea s.c.a.r.l..
Nel 2012 invece, a seguito della gara indetta dal comune di Firenze, il ramo TPL di ATAF, Ataf Gestioni s.r.l., è stato acquisito da un'ATI partecipata al 70% da Busitalia - Sita Nord, al 25% da Cooperativa Autotrasporti Pratesi e al 5% da Autoguidovie. Due anni dopo fu annunciato che l'azienda avrebbe cessato di esistere per essere suddivisa in tre rami che sarebbero stati controllati, in base alle quote di partecipazione, dalle tre aziende dell'ATI. Tuttavia la suddivisione è stata sospesa in attesa dell'esito della gara regionale per l'assegnazione del servizio di TPL su gomma.
Tra il 2018 e il 2019 la rete autobus è stata modificata sostanzialmente in seguito all'attivazione di vari tratti delle linee della nuova tranvia, aperta nel 2010.
Dal 1º gennaio 2018 l'azienda continua ad esercire le linee autobus a Firenze in virtù del contratto ponte stipulato fra regione Toscana e ONE s.c.a.r.l., consorzio che riunisce i dodici operatori di TPL della regione.

#### Autolinee Toscane
A partire dal 1º novembre 2021, il trasporto pubblico passa in gestione alla multinazionale RATP, tramite la controllata Autolinee Toscane, già vincitrice di un appalto precedentemente indetto dalla Regione Toscana. 

## Servizi di trasporto offerti
| Linea | Percorso                                                                |
| ----- | ----------------------------------------------------------------------- |
| 1     | Cure Via Boccaccio / Via Faentina Salviati FS <=> T1 Strozzi Fallaci    |
| 2     | T1 Piazza Dalmazia <=> Calenzano centro                                 |
| 3     | Cure Via Boccaccio <=> Nave a Rovezzano                                 |
| 4     | Torregalli <=> Via Massa Scuola Ghiberti                                |
| 5     | Filarete Soffiano <=> Rifredi FS Vasco de Gama                          |
| 6     | Novelli <=> Torregalli                                                  |
| 7     | Libertà <=> Fiesole                                                     |
| 8     | T1 Strozzi Fallaci <=> Nave a Rovezzano                                 |
| 9     | T1 Batoni <=> T1 Federiga                                               |
| 10    | Libertà <=> Settignano                                                  |
| 11    | Salviatino <=> Galluzzo La Gora                                         |
| 12    | Piazzale Michelangiolo <=> Stazione FS SMN <=> Rotonda Barbetti         |
| 13    | Piazzale Michelangiolo <=> Rotonda Barbetti                             |
| 14    | Santa Maria Maggiore <=> Il Girone / Via della Rocca Tedalda            |
| 15    | Badia a Settimo <=> T1 De Andrè                                         |
| 16    | Puccini - T1 Leopoldo - Puccini                                         |
| 17    | Viale Verga <=> Via Boito / Cascine                                     |
| 20    | Largo Caruso <=> Via Calasso Gignoro                                    |
| 21    | Libertà <=> La Querciola                                                |
| 23    | T2 Guidoni <=> Sorgane / Bagno a Ripoli                                 |
| 24    | Bagno a Ripoli <=> Grassina                                             |
| 25    | Libertà <=> Pian di San Bartolo / Pratolino                             |
| 26    | San Colombano / Badia a Settimo <=> Torregalli                          |
| 27    | Pontignale Pace Mondiale <=> Vingone                                    |
| 28    | T1 Piazza Dalmazia <=> Sesto Fiorentino Volpaia                         |
| 29    | Rifredi FS Vasco de Gama <=> Via Pratese / Ingromarket / Motorizzazione |
| 30    | Stazione Leopolda <=> Campi Bisenzio Piazza Togliatti / Via Galilei     |
| 31    | Piazzale Montelungo <=> Grassina                                        |
| 32    | Piazzale Montelungo <=> Antella                                         |
| 33    | Rifredi FS Vasco de Gama - Careggi - Meyer - Piazza Meyer               |
| 34    | Il Girone <=> Compiobbi <=> Ellera                                      |
| 35    | Stazione Leopolda <=> Campi Bisenzio Indicatore / Via Magenta           |
| 36    | Stazione FS SMN <=> Cascine del Riccio                                  |
| 37    | Stazione FS SMN <=> Tavarnuzze                                          |
| 38    | Porta Romana <=> Poggio Imperiale / Pian dei Giullari                   |
| 39    | Impruneta <=> Bagnolo / Pozzolatico <=> Galluzzo <=> Firenze            |
| 39P   | Impruneta <=> La Presura                                                |
| 40    | Rifredi FS Vasco de Gama <=> La Lastra / Via Incontri                   |
| 41    | Via dei Baldovini <=> Cascine del Riccio / Via Pietriboni Galluzzo      |
| 42    | Porta Romana <=> Marignolle                                             |
| 43    | Rifredi FS Vasco de Gama <=> Serpiolle / Cercina / Pian di San Bartolo  |
| 44    | Piazza Pier della Francesca <=> Piovano Arlotto                         |
| 45    | Fiesole Piazza Mino <=> La Querciola                                    |
| 46    | Via Pietriboni Galluzzo <=> Codignola T1 Nenni / Starnina               |
| 47    | Fiesole Piazza Mino <=> Il Girone                                       |
| 48    | Bagno a Ripoli <=> Villamagna                                           |
| 49    | Bagno a Ripoli <=> Grassina / San Polo                                  |
| 50    | Piazza Pier della Francesca <=> Cimitero di Soffiano                    |
| 51    | Grassina <=> Pian di Grassina / Slargo Lippi                            |
| 52    | Linea stadio: Stazione FS SMN <=> Stadio                                |
| 55    | Poggetto Ingegneria <=> T1 Cascine Carlo Monni                          |
| 56    | Le Piagge FS <=> Niccolò da Tolentino                                   |
| 57    | Piazza Puccini <=> Calenzano Università                                 |
| 59    | T1 Morgagni <=> Polo Scientifico CNR                                    |
| 61    | Settantottesimo Reggimento <=> Artigiani / San Vincenzo a Torri         |
| 62    | Settantottesimo Reggimento <=> Pian dei Cerri / Artigiani               |
| 63    | Settantottesimo Reggimento <=> Artigiani / San Vincenzo a Torri         |
| 64    | Sesto Fiorentino Vittorio Veneto <=> Colonnata                          |
| 65    | Impruneta <=> Galluzzo / Tavarnuzze                                     |
| 66    | T2 Guidoni <=> Polo Scientifico <=> Sesto FS                            |
| 67    | Signa FS <=> Campi Bisenzio San Donnino                                 |
| 68    | Brozzi - T2 Guidoni                                                     |
| 72    | T1 Nenni <=> Lastra a Signa FS / Signa / Montelupo                      |
| 73    | Lastra a Signa <=> Spazzavento / San Vincenzo a Torri                   |
| 74    | Calenzano Università <=> Carraia / Legri                                |
| 75    | Sant'Angelo a Lecore <=> Il Rosi                                        |
| 76    | Sesto Fiorentino Vittorio Veneto <=> Sesto Fiorentino Volpaia           |
| 77    | Foggini T1 Federiga - La Casella                                        |
| 78    | Foggini T1 Federiga - La Casella                                        |
| 80    | Del Garbo T1 Morgagni <=> Polo Scientifico Liceo Agnoletti              |
| 81    | Viale Ariosto <=> Polo Scientifico Liceo Agnoletti                      |
| 82    | Cure Via Boccaccio <=> Istituto Volta                                   |
| 83    | Torregalli <=> Signa / Porto Di Mezzo                                   |
| 84    | San Marco Vecchio FS <=> Via del Mezzetta / Via Calasso Gignoro         |
| 85    | Impruneta <=> Ospedale Annunziata <=> Istituto Volta                    |
| 86    | Campi Bisenzio Magenta <=> Sesto Via Gramsci / Polo Scientifico         |
| 87    | Signa FS <=> Campi Bisenzio Liceo Agnoletti                             |
| 88    | Via della Ripa <=> Via Nicolodi                                         |
| 89    | Piovano Arlotto <=> Scuole Pirandello e Ghiberti                        |
| 90    | Pratignone FS <=> Officine Galileo / Maestri del Lavoro / GKN           |
| 91    | Campi Bisenzio Via Buozzi <=> M&R                                       |
| 92    | Sesto FS <=> Zona industriale Capalle                                   |
| 93    | T1 Batoni <=> GKN                                                       |
| 94    | Le Bagnese / Lastra a Signa FS <=> Officine Galileo / M&R               |
| 303   | Le Piagge FS <=> Calenzano centro                                       |
| C1    | Parterre <=> Santa Maria Soprarno                                       |
| C2    | Piazza Beccaria <=> Leopolda                                            |
| C3    | Piazza Beccaria <=> Leopolda                                            |
| C4    | Santa Maria Maggiore <=> P.O. Palagi                                    |
| S1    | Scuola Campana <=> Scuola Spinelli                                      |
| S3    | Scuola Marconi <=> Scuola Pettini                                       |
| SF    | Piazza Edison <=> Maiano                                                |

## Impianti e rimesse

### Attivi
- Deposito Cure (viale dei Mille, 115)
- Deposito Peretola (via Pratese, 105 e via Domenico Michelacci, 109)

### Dismessi
- Deposito Aleardi (viale Aleardo Aleardi)
- Deposito Aretina (Piazza Leon Battista Alberti, 7)
- Deposito Fortezza
- Deposito Mago (viale XI agosto)